# سي دي جي كابيتال
سي دي جي كابيتال هو بنك استثماري مغربي تأسس عام 2006. وهي شركة تابعة مملوكة بالكامل لشركة صندوق الإيداع والتدبير المغربية (CDG).

## روابط خارجية
- الموقع الرسمي
- الموقع الرسمي ل Caisse de dépôt et de gestion
- الموقع الرسمي لسوق CDG Capital Online